# 안도라 국립도서관

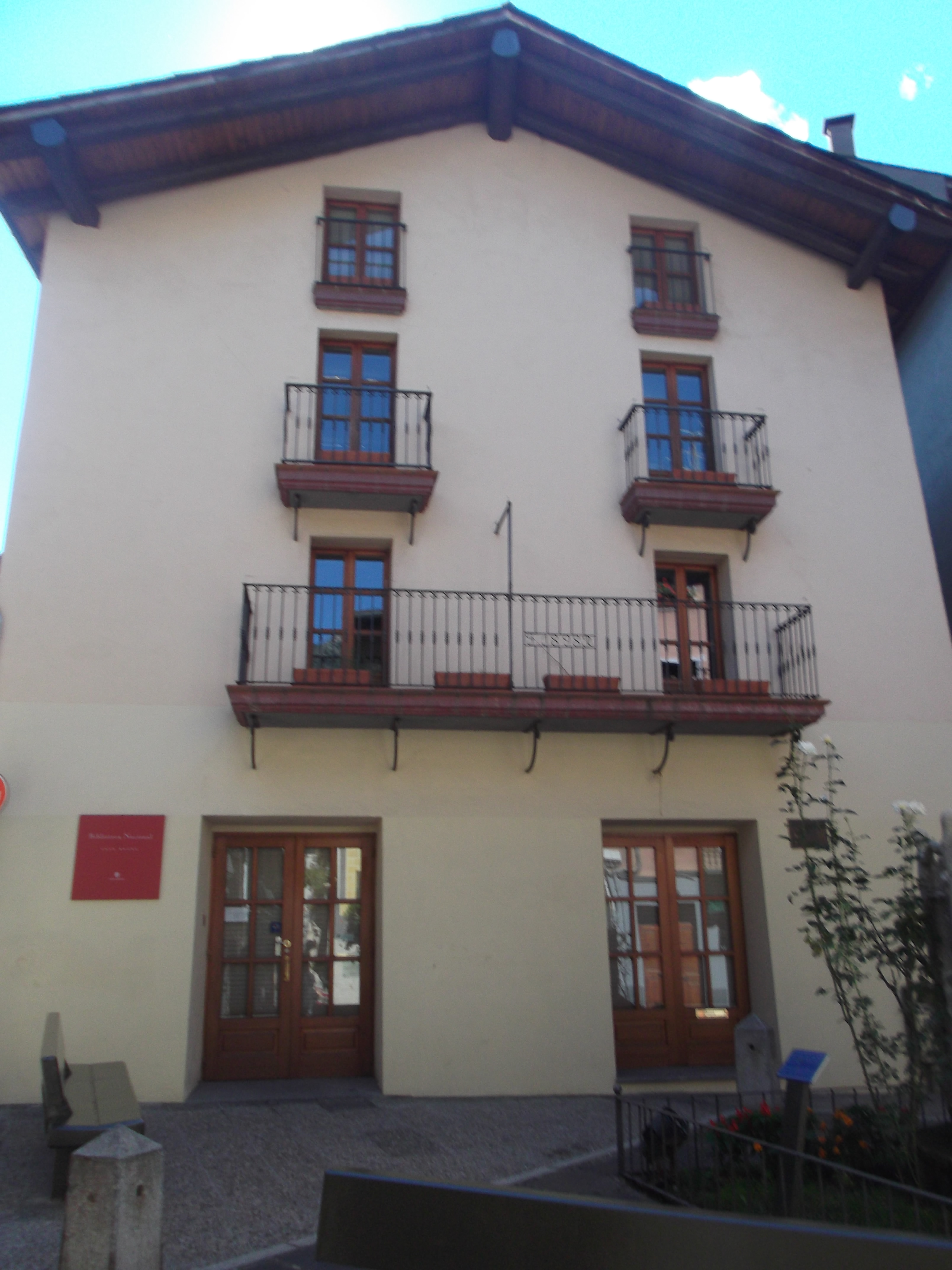
안도라 국립도서관

안도라 국립도서관(카탈루냐어: Biblioteca Nacional d'Andorra)은 안도라 안도라라벨랴에 위치한 도서관이다.